# Panarchisme
 (mai 2018).
Si vous disposez d'ouvrages ou d'articles de référence ou si vous connaissez des sites web de qualité traitant du thème abordé ici, merci de compléter l'article en donnant les références utiles à sa vérifiabilité et en les liant à la section « Notes et références ».
Le panarchisme est une conception du fonctionnement politique où coexistent plusieurs systèmes, et où chacun est libre de s'affilier au gouvernement de son choix (ou de ne s'affilier à aucun gouvernement), et où les règles du droit international s'appliquent aux rapports entre individus dépendant de gouvernements différents ou d'aucun gouvernement.[citation nécessaire]

## Histoire
Le terme a été inventé en 1860 par le botaniste, économiste et romancier Belge Paul-Émile De Puydt ,.
Paul-Émile De Puydt a certainement été influencé par son compatriote Gustave de Molinari qui avait décrit en 1849 la notion de gouvernement concurrentiel, limitée à la défense, dans son article « De la production de la sécurité », dans le Journal des économistes du 15 février 1849, le terme sécurité n'étant pas ici restreint aux domaines de la sécurité physique, mais englobant au contraire l'intégralité des apports quotidiens que peut fournir un gouvernement (éducation, travail..).

## Définitions
Les panarchistes affirment que la panarchie est apolitique, puisque tous les pouvoirs politiques (impôts obligatoires, règlements imposés, autorité gouvernementale et administrative) disparaissent pour laisser place aux seuls rapports volontaires entre les hommes.
La panarchie a beaucoup en commun avec plusieurs formes d'anarchisme.
L’inventeur de la panarchie, Paul Emile de Puydt, la présente comme une forme de tolérance politique, succédant à la tolérance religieuse.
Une objection courante est que la panarchie existe déjà aujourd'hui d'une certaine façon : si l'on n'est pas satisfait d'une politique, on peut toujours quitter le pays et s'installer ailleurs. Cependant, la panarchie préconise l’a-territorialisme intégral (plutôt que l’extra-territorialisme qui est admis actuellement par le droit positif en diplomatie), c'est-à-dire « la fin du monopole de tout pouvoir territorial et de toute prétention à ce pouvoir, partout et pour tous » (selon Gian Piero de Bellis).
La gouvernance n'est plus liée à un territoire donné, plusieurs gouvernements peuvent régir un même territoire, ce qui n'empêche pas des confédérations ou des alliances pour des questions territoriales qui relèvent des fonctions régaliennes, comme la défense.
Les gens seraient libres de choisir à quel gouvernement adhérer tandis que les gouvernements auraient à rivaliser pour avoir des citoyens3.